# Serge-Junior Martinsson Ngouali
Serge-Junior Martinsson Ngouali (23 de janeiro de 1992) é um futebolista profissional sueco-gabonense que atua como meia.

## Carreira
Serge-Junior Martinsson Ngouali fez parte do elenco da Seleção Gabonense de Futebol na Campeonato Africano das Nações de 2017.